# Каој (Хунедоара)
Каој (рум. Căoi) насеље је у Румунији у округу Хунедоара у општини Вецел. Oпштина се налази на надморској висини од 296 m.

## Становништво
Према подацима из 2002. године у насељу је живело 14 становника, од којих су сви румунске националности.